# Toki pona

Symbol toki pona

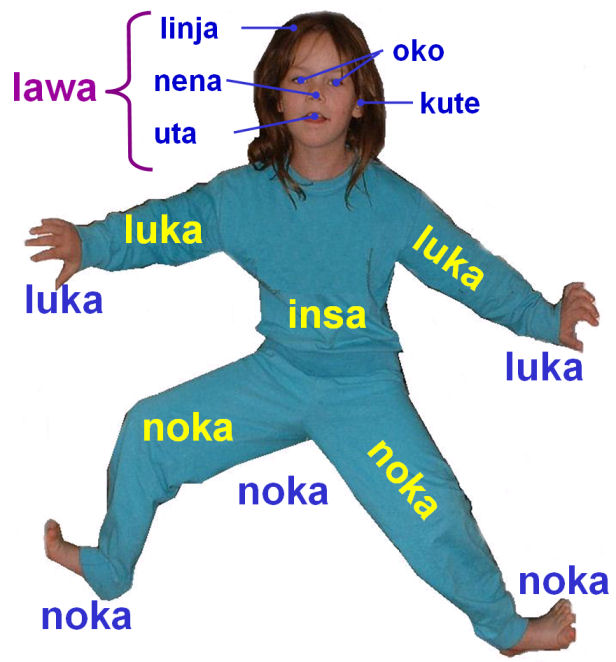
Części ciała w toki ponie

Toki pona – sztuczny język stworzony przez kanadyjską tłumaczkę i lingwistkę Sonję Lang. Pierwszy raz zaprezentowany został w połowie 2001 roku.
Toki pona składa się z 14 głosek i oryginalnie 120 wyrazów. Jego powstanie było zainspirowane m.in. taoizmem, minimalizmem, prymitywizmem i redukcjonizmem. Język ten miał wpłynąć na sposób myślenia swoich użytkowników, został opracowany dla zademonstrowania prawdziwości hipotezy Sapira-Whorfa. Według nowego spisu toki pony 165 i więcej osób mówi płynnie w toki ponie, a około 550 osób uczy się tego języka z różnym skutkiem.
W 2014 roku Sonja Lang wydała na temat języka książkę Toki Pona: The Language of Good.
Przykładowy tekst w języku (Ojcze Nasz):
mama pi mi mute o, sina lon sewi kon.
mi wile e ni: nimi sina li sewi pona.
mi wile e ni: ma sina li kama.
mi wile e ni: ali li pali e wile sina lon sewi kon lon ma.
tenpo suno ni la o pana e pan tawa mi.
o weka e sona pi pali ike mi sama ni: mi weka e sona pi pali ike
pi jan ante.
o pana ala e wile ike tawa mi.
o awen e mi weka tan ike.
ni li nasin.

## Etymologia
Nazwa języka składa się ze słowa toki (język), pochodzący od wyrazu tok z języka tok pisin, które z kolei wywodzi się od angielskiego talk; natomiast pona (dobry/prosty), z esperanto bona (dobry), ostatecznie od łacińskiego bonus.

## Cel
Sonja Lang rozwinęła toki pona jako sposób uproszczenia jej myślenia podczas depresji, mając na uwadze kilka celów.
Jednym z głównych celów języka jest skupienie się na minimalizmie. Został zaprojektowany, aby wyrazić jak najwięcej w jak najmniej skomplikowany sposób. Ma 120–125 słów kluczowych oraz 14 głosek opracowanych w sposób łatwy do wymówienia dla osób posługujących się różnorodnymi językami.
Kolejną ideą toki pona jest zwrócenie uwagi jej użytkowników na chwilę obecną i otoczenie oraz na słowa, których używamy. Według jego autorki miał być "zabawny i uroczy".
Mimo iż nie został stworzony z myślą o byciu międzynarodowym językiem pomocniczym, może być w tym celu używany, gdyż ludzie z całego świata używają go do wspólnej komunikacji.

## Pochodzenie słów w języku
Większość słów w języku pochodzi z angielskiego, tok pisin, fińskiego, gruzińskiego, niderlandzkiego, akadiańskiego francuskiego, chorwackiego, esperanto, mandaryńskiego i kantońskiego.